# Narciso (liberto)
Tiberio Claudio Narciso (1 a. C. -54 d. C.) fue uno de los libertos que formaron el núcleo de la corte imperial bajo el gobierno del emperador romano Claudio. En las fuentes históricas se le describe como praepositus ab epistulis (a cargo de la correspondencia).

## Biografía
Al parecer tuvo gran influencia sobre el emperador y amasó una gran cantidad de dinero. Se dice que pudo haber conspirado junto con la esposa de Claudio, Mesalina, para manipularle y conseguir que una serie de personas fueran ejecutadas, si bien estas acusaciones no están demostradas. Sin embargo, las fuentes admiten que Narciso, habiendo sido un antiguo esclavo de Claudio, era extremadamente leal al emperador, por lo que se le encomendaron más responsabilidades que a otros.
En el año 43, durante las preparaciones para la conquista romana de Britania, se dirigió a las tropas durante el curso de un motín. Cuando vieron que un antiguo esclavo se colocaba en el lugar de su comandante los soldados gritaron "Io Saturnalia!" (Saturnalia era un festival romano en el que los esclavos y los señores intercambiaban sus puestos por un día) y finalizó el motín. Fue gracias a su influencia el que a Vespasiano, que más tarde llegaría a emperador, le fuese encomendado como legado el mando de la Legio II Augusta en Germania.
Cuando Mesalina se casó con Cayo Silio en el año 48, Narciso fue quien la traicionó ante Claudio y, al ver que el emperador vacilaba, dictó la orden de ejecución. Narciso puede que temiese que el hijo del emperador, Británico, le guardase rencor por este episodio y cuando llegó el momento de que el emperador eligiese una nueva esposa Narciso sugirió a Elia Petina, su exmujer, a la que ya conocía. Anthony Barrett sugiere que la intención de Narciso era dar motivos a Claudio para que eligiese como heredero a Fausto Cornelio Sila Félix, el marido de su hija con Elia, en lugar de a un hostil Británico. Eso también habría dado a Claudio un heredero varón adulto que le permitiese cimentar su posición.
Sin embargo, Claudio optó por Agripina la Menor para poder consolidar su posición en la familia Julio-Claudia y eligió a Nerón para cubrir el puesto de heredero adulto de forma temporal, hasta que Británico fuese mayor. Narciso se alió entonces con el círculo de Británico para asegurar su futuro.
Claudio todavía confiaba en Narciso, y le hizo nombrar pretor. Se le encargó la supervisión de la construcción del canal para drenar el Lago Fucino, pero la nueva esposa de Claudio, Agripina, le acusó de apropiación indebida de los fondos para el proyecto, posiblemente en represalia por su apoyo a Británico. Según Tácito, Narciso esperaba poder hacer caer a Agripina revelando su relación amorosa con el liberto Pallas, lo cual también habría acabado con la carrera política de su hijo Nerón. Supuestamente habría contado a Británico sus planes delante de otras personas, prometiéndole enmendar todo el daño que le había hecho. Se ha sugerido, sin embargo, que este detalle sea un ejemplo de las alteraciones de los hechos de Tácito para hacer parecer a Claudio un personaje pasivo, manejado por sus libertos y familiares. 
Suetonio y Dión Casio comentan que tras reconciliarse con Británico, Claudio (y no Narciso) planeó abiertamente acabar con Agripina. En cualquier caso Agripina sospechaba de Narciso e hizo que lo enviaran a Campania con la excusa de que tomara unos baños termales para mejorar su salud. Posiblemente fue una forma de quitarle de en medio como posible obstáculo al asesinato de Claudio y ascenso de Nerón.
Agripina ordenó la ejecución de Narciso pocas semanas después de la muerte de Claudio, en octubre del año 54. Poco después de conocer la muerte de Claudio, Narciso volvió a Roma y, antes de ser encerrado y ejecutado, quemó todas las cartas de Claudio para evitar que Nerón utilizase su contenido.